# Festival di Sanremo 2024
Il settantaquattresimo Festival di Sanremo si è svolto al Teatro Ariston di Sanremo dal 6 al 10 febbraio 2024 con la conduzione e la direzione artistica di Amadeus; nel corso delle serate è stato affiancato da vari co-conduttori e co-conduttrici, tra cui Marco Mengoni nella prima serata, Giorgia nella seconda serata, Teresa Mannino nella terza serata, Lorella Cuccarini nella quarta serata e Fiorello nella serata finale. Per il quinto anno consecutivo, la regia e la fotografia sono state affidate rispettivamente a Stefano Vicario e a Mario Catapano mentre la scenografia è stata curata da Gaetano e Maria Chiara Castelli. Fiorello è stato ospite fisso delle serate come nell'edizione precedente.
Similmente a quanto già accaduto durante le edizioni 2022 e 2023, vi hanno partecipato 30 artisti con altrettanti brani tutti in gara in un'unica sezione: 27 partecipanti sono artisti di chiara fama, mentre gli altri sono i primi tre classificati del concorso Sanremo Giovani 2023. Questi ultimi hanno presentato un brano inedito, diverso da quello con il quale hanno vinto la suddetta competizione.
L'edizione è stata vinta da Angelina Mango con il brano La noia, che si è così aggiudicata il diritto di rappresentare l'Italia all'Eurovision Song Contest 2024, che si è svolto dal 7 all'11 maggio a Malmö, in Svezia, terminando il concorso al settimo posto.
L'edizione si è conclusa con la media del 65,44% di share, con picchi di ascolto che risulterebbero pari al Festival del 1995, ma mentre questa del 2024 registra 11423000 spettatori, quella del 1995 ne registra 16845000.
Gli autori del Festival sono stati Paolo Biamonte, Barbara Cappi, Alessio De Stefani, Ludovico Gullifa, Livinia Iannarilli, Massimo Martelli, Sergio Rubino e Federico Taddia con la collaborazione di Federico Bravetti. 

## Partecipanti e classifica finale
I primi 27 partecipanti al Festival sono stati annunciati il 3 dicembre 2023 durante l'edizione diurna del TG1, mentre i titoli dei relativi brani sono stati rivelati il successivo 19 dicembre, durante la finale di Sanremo Giovani 2023, manifestazione che ha selezionato anche gli ultimi tre artisti che hanno guadagnato il diritto di partecipare al Festival.
| Pos. | Interprete         | Brano                  | Autori                                                                                    | Etichetta discografica             | Ultima partecipazione |
| ---- | ------------------ | ---------------------- | ----------------------------------------------------------------------------------------- | ---------------------------------- | --------------------- |
| 1º   | Angelina Mango     | La noia                | A. Mango, Madame e Dardust                                                                | Warner Music Italy                 | Esordio               |
| 2º   | Geolier            | I p' me, tu p' te      | E. Palumbo, P. Antonacci, D. Simonetta, Michelangelo, D. Totaro, F. D'Alessio e G. Petito | Warner Music Italy                 | Esordio               |
| 3º   | Annalisa           | Sinceramente           | Annalisa, D. Simonetta, P. Antonacci e S. Tognini                                         | Warner Music Italy                 | 2021                  |
| 4º   | Ghali              | Casa mia               | Ghali, D. Petrella e Michelangelo                                                         | Warner Music Italy                 | Esordio               |
| 5º   | Irama              | Tu no                  | Irama, G. Nenna, G. Colonnelli, F. Monti ed E. Mattozzi                                   | Warner Music Italy                 | 2022                  |
| 6º   | Mahmood            | Tuta gold              | Mahmood, J. Ettorre e F. Catitti                                                          | Island, Universal                  | 2022                  |
| 7º   | Loredana Bertè     | Pazza                  | L. Chiaravalli, A. Bonomo, L. Bertè e A. Pugliese                                         | Warner Music Italy                 | 2019                  |
| 8º   | Il Volo            | Capolavoro             | S. Marletta, E. Roberts e M. Tenisci                                                      | Epic                               | 2019                  |
| 9º   | Alessandra Amoroso | Fino a qui             | A. Amoroso, J. Ettorre, F. Abbate, F. Clemente, A. F. Merli e P. Pasini                   | Epic                               | Esordio               |
| 10º  | Alfa               | Vai!                   | Alfa, M. A. Jackson e I. Scott                                                            | Artist First                       | Esordio               |
| 11º  | Gazzelle           | Tutto qui              | Gazzelle e F. Nardelli                                                                    | Maciste Dischi, Warner Music Italy | Esordio               |
| 12º  | Il Tre             | Fragili                | G. L. Senia, I. Sinigaglia, F. Aprili, P. Zou e G. Di Mario                               | Warner Music Italy                 | Esordio               |
| 13º  | Diodato            | Ti muovi               | Diodato                                                                                   | Carosello Records                  | 2020                  |
| 14º  | Emma               | Apnea                  | Emma, D. Petrella, P. Antonacci e J. Boverod                                              | Capitol, Universal                 | 2022                  |
| 15º  | Fiorella Mannoia   | Mariposa               | F. Mannoia, C. Di Francesco, Cheope, F. Abbate e M. Cerri                                 | Columbia                           | 2017                  |
| 16º  | The Kolors         | Un ragazzo una ragazza | A. Fiordispino, D. Petrella, F. Catitti e A. Fiordispino                                  | Warner Music Italy                 | 2018                  |
| 17º  | Mr. Rain           | Due altalene           | Mr. Rain e L. Vizzini                                                                     | Warner Music Italy                 | 2023                  |
| 18º  | Santi Francesi     | L'amore in bocca       | A. De Santis, M. L. Francese, C. Del Bono, A. Filippelli e D. G. Bestonzo                 | Epic                               | Esordio               |
| 19º  | Negramaro          | Ricominciamo tutto     | G. Sangiorgi                                                                              | Sugar Music                        | 2005                  |
| 20º  | Dargen D'Amico     | Onda alta              | D. D'Amico, E. Roberts, S. Marletta, G. Fazio e Cheope                                    | Island, Universal                  | 2022                  |
| 21º  | Ricchi e Poveri    | Ma non tutta la vita   | E. Roberts, Cheope e S. Marletta                                                          | DM Produzioni, Carosello Records   | 1992                  |
| 22º  | BigMama            | La rabbia non ti basta | BigMama, M. L. Lazzerini, Estremo ed E. Brun                                              | Epic                               | Esordio               |
| 23º  | Rose Villain       | Click boom!            | R. Luini, D. Petrella e A. Ferrara                                                        | Warner Music Italy                 | Esordio               |
| 24º  | Clara              | Diamanti grezzi        | C. Soccini, A. La Cava e F. Catitti                                                       | Warner Music Italy                 | Esordio               |
| 25º  | Renga Nek          | Pazzo di te            | F. Renga, Nek, D. Mancino e D. Faini                                                      | Epic                               | 2021 e 2019           |
| 26º  | Maninni            | Spettacolare           | Maninni, R. W. Guglielmi, G. Pollex e M. F. Xefteris                                      | Columbia                           | Esordio               |
| 27º  | La Sad             | Autodistruttivo        | M. Botticini, E. Fonte, F. E. Clemente, R. Zanotti e M. Paganelli                         | La Sad Ent., Believe               | Esordio               |
| 28º  | Bnkr44             | Governo punk           | D. Lombardi, D. Caponi, A. Locci, P. Serafini, M. Vittiglio, J. Ettorre e J. Adamo        | Bomba Dischi, Universal            | Esordio               |
| 29º  | Sangiovanni        | Finiscimi              | Sangiovanni, P. Miano, F. Campedelli, A. Ferrara e F. Vaccari                             | Sugar Music                        | 2022                  |
| 30º  | Fred De Palma      | Il cielo non ci vuole  | F. De Palma, J. Ettorre e J. Boverod                                                      | Warner Music Italy                 | Esordio               |

## Serate

### Prima serata
Nella prima serata si sono esibiti tutti i 30 artisti in gara, ciascuno con il proprio brano, votati dalla giuria della Sala stampa, TV e web. Al termine delle votazioni è stata stilata una classifica provvisoria dei 30 artisti in gara, di cui sono state annunciate le prime cinque posizioni.
| Ordine di uscita | Artista            | Brano                  | Voti prima serata             |
| Ordine di uscita | Artista            | Brano                  | Giuria della stampa, TV e Web |
| ---------------- | ------------------ | ---------------------- | ----------------------------- |
| 1                | Clara              | Diamanti grezzi        | 19º posto                     |
| 2                | Sangiovanni        | Finiscimi              | 30º posto                     |
| 3                | Fiorella Mannoia   | Mariposa               | 6º posto                      |
| 4                | La Sad             | Autodistruttivo        | 29º posto                     |
| 5                | Irama              | Tu no                  | 17º posto                     |
| 6                | Ghali              | Casa mia               | 9º posto                      |
| 7                | Negramaro          | Ricominciamo tutto     | 11º posto                     |
| 8                | Annalisa           | Sinceramente           | 3º posto                      |
| 9                | Mahmood            | Tuta gold              | 5º posto                      |
| 10               | Diodato            | Ti muovi               | 4º posto                      |
| 11               | Loredana Bertè     | Pazza                  | 1º posto                      |
| 12               | Geolier            | I p' me, tu p' te      | 23º posto                     |
| 13               | Alessandra Amoroso | Fino a qui             | 15º posto                     |
| 14               | The Kolors         | Un ragazzo una ragazza | 7º posto                      |
| 15               | Angelina Mango     | La noia                | 2º posto                      |
| 16               | Il Volo            | Capolavoro             | 13º posto                     |
| 17               | BigMama            | La rabbia non ti basta | 16º posto                     |
| 18               | Ricchi e Poveri    | Ma non tutta la vita   | 12º posto                     |
| 19               | Emma               | Apnea                  | 8º posto                      |
| 20               | Renga Nek          | Pazzo di te            | 25º posto                     |
| 21               | Mr. Rain           | Due altalene           | 24º posto                     |
| 22               | Bnkr44             | Governo punk           | 28º posto                     |
| 23               | Gazzelle           | Tutto qui              | 14º posto                     |
| 24               | Dargen D'Amico     | Onda alta              | 10º posto                     |
| 25               | Rose Villain       | Click boom!            | 20º posto                     |
| 26               | Santi Francesi     | L'amore in bocca       | 18º posto                     |
| 27               | Fred De Palma      | Il cielo non ci vuole  | 27º posto                     |
| 28               | Maninni            | Spettacolare           | 21º posto                     |
| 29               | Alfa               | Vai!                   | 22º posto                     |
| 30               | Il Tre             | Fragili                | 26º posto                     |

Co-conduttore
- Marco Mengoni - Due vite, medley Guerriero / Ti ho voluto bene veramente / Mi fiderò / Proteggiti da me / Pazza musica / Io ti aspetto / L'essenziale

Ospiti
- Fanfara del quarto reggimento a cavallo dell'Arma dei Carabinieri in grande spolvero con la marcia d'ordinanza La Fedelissima[17]
- Zlatan Ibrahimović[18] (dalla platea)
- Amadeus
- Fiorello[19]
- Simona Ventura (dalla platea)
- Daniela Di Maggio[20]
- Lazza[N 3][21] - Cenere (in collegamento dal Suzuki Stage di Piazza Colombo)
- Federica Brignone[20]
- Tedua[22] - Hoe (in collegamento dalla Costa Smeralda)

### Seconda serata
Nella seconda serata si sono esibiti 15 dei 30 artisti con il proprio brano in gara, presentati dagli artisti che non si sono esibiti e votati dalla giuria delle radio (50%) e dal pubblico a casa tramite televoto (50%). Al termine delle votazioni è stata stilata una classifica provvisoria dei 15 artisti in gara, di cui sono state annunciate le prime cinque posizioni.
| Ordine di uscita | Artista        | Brano                  | Artista presentatore | Voti seconda serata | Voti seconda serata | Voti seconda serata | Voti seconda serata | Voti seconda serata | Classifica generale |
| Ordine di uscita | Artista        | Brano                  | Artista presentatore | Radio (50%)         | Televoto (50%)      | Televoto (50%)      | Media della serata  | Media totale        | Posizione           |
| Ordine di uscita | Artista        | Brano                  | Artista presentatore | Radio (50%)         | %                   | Posizione           | Media della serata  | Media totale        | Posizione           |
| ---------------- | -------------- | ---------------------- | -------------------- | ------------------- | ------------------- | ------------------- | ------------------- | ------------------- | ------------------- |
| 1                | Fred De Palma  | Il cielo non ci vuole  | Ghali                | 15º posto           | 0,5%                | 15º posto           | 15º posto           | 30º posto           | 30º posto           |
| 2                | Renga Nek      | Pazzo di te            | La Sad               | 14º posto           | 1,4%                | 11º posto           | 14º posto           | 26º posto           | 26º posto           |
| 3                | Alfa           | Vai!                   | Mr. Rain             | 7º posto            | 2,0%                | 10º posto           | 11º posto           | 20º posto           | 21º posto           |
| 4                | Dargen D'Amico | Onda alta              | Diodato              | 11º posto           | 2,2%                | 9º posto            | 10º posto           | 19º posto           | 18º posto           |
| 5                | Il Volo        | Capolavoro             | Rose Villain         | 13º posto           | 5,0%                | 4º posto            | 7º posto            | 10º posto           | 11º posto           |
| 6                | Gazzelle       | Tutto qui              | Bnkr44               | 12º posto           | 4,2%                | 5º posto            | 8º posto            | 13º posto           | 13º posto           |
| 7                | Emma           | Apnea                  | Santi Francesi       | 4º posto            | 3,4%                | 8º posto            | 6º posto            | 12º posto           | 10º posto           |
| 8                | Mahmood        | Tuta gold              | Alessandra Amoroso   | 5º posto            | 4,0%                | 6º posto            | 5º posto            | 8º posto            | 8º posto            |
| 9                | BigMama        | La rabbia non ti basta | Il Tre               | 9º posto            | 1,1%                | 14º posto           | 13º posto           | 25º posto           | 22º posto           |
| 10               | The Kolors     | Un ragazzo una ragazza | Angelina Mango       | 2º posto            | 1,2%                | 13º posto           | 9º posto            | 17º posto           | 15º posto           |
| 11               | Geolier        | I p' me, tu p' te      | Fiorella Mannoia     | 8º posto            | 56,5%               | 1º posto            | 1º posto            | 1º posto            | 1º posto            |
| 12               | Loredana Bertè | Pazza                  | Sangiovanni          | 3º posto            | 3,6%                | 7º posto            | 4º posto            | 9º posto            | 6º posto            |
| 13               | Annalisa       | Sinceramente           | Maninni              | 1º posto            | 5,9%                | 3º posto            | 3º posto            | 5º posto            | 3º posto            |
| 14               | Irama          | Tu no                  | Ricchi e Poveri      | 6º posto            | 7,7%                | 2º posto            | 2º posto            | 3º posto            | 5º posto            |
| 15               | Clara          | Diamanti grezzi        | Negramaro            | 10º posto           | 1,3%                | 12º posto           | 12º posto           | 23º posto           | 24º posto           |

Co-conduttrice
- Giorgia - E poi, medley Oronero / Gocce di memoria / Quando una stella muore / Di sole e d'azzurro / Come saprei

Ospiti
- Ruggiero Del Vecchio[24]
- Fiorello[19] (dall'Aristonello di Viva Rai2!)
- Giovanni Malagò[25] (dalla platea) - presentazione delle mascotte di XXV Giochi olimpici invernali
- Giovanni Allevi[26][27][28] - Tomorrow
- Orchestra Casadei e Nuova Orchestra Santa Balera[29] - Romagna mia
- Rosa Chemical[21] - Made in Italy (in collegamento dal Suzuki Stage di Piazza Colombo)
- Bob Sinclar[22] - Someone Who Needs Me, World, Hold On (Children of the Sky), Ti sento, Far l'amore e Love Generation (in collegamento dalla Costa Smeralda)
- John Travolta[30]
- Il cast di Mare fuori (Massimiliano Caiazzo, Matteo Paolillo, Domenico Cuomo, Maria Esposito, Francesco Panarella, Antonio D'Aquino e Yeva Sai)[31] - 'O mar for e presentazione della quarta stagione della fiction
- Gaetano e Maria Chiara Castelli[32] - ritiro del Premio "Città di Sanremo" alla carriera
- Leo Gassmann[29] - Tutto il resto è noia e presentazione del film Califano

### Terza serata
Nella terza serata si sono esibiti i restanti 15 dei 30 artisti con il proprio brano in gara, presentati dagli artisti già esibitisi durante la serata precedente e votati dalla giuria delle radio (50%) e dal pubblico a casa tramite televoto (50%). Al termine delle votazioni è stata stilata una classifica provvisoria degli altri 15 artisti in gara, di cui sono state annunciate le prime cinque posizioni.
| Ordine di uscita | Artista            | Brano                | Artista presentatore | Voti terza serata | Voti terza serata | Voti terza serata | Voti terza serata  | Voti terza serata | Classifica generale |
| Ordine di uscita | Artista            | Brano                | Artista presentatore | Radio (50%)       | Televoto (50%)    | Televoto (50%)    | Media della serata | Media totale      | Posizione           |
| Ordine di uscita | Artista            | Brano                | Artista presentatore | Radio (50%)       | %                 | Posizione         | Media della serata | Media totale      | Posizione           |
| ---------------- | ------------------ | -------------------- | -------------------- | ----------------- | ----------------- | ----------------- | ------------------ | ----------------- | ------------------- |
| 1                | Il Tre             | Fragili              | Loredana Bertè       | 13º posto         | 12,8%             | 3º posto          | 4º posto           | 7º posto          | 14º posto           |
| 2                | Maninni            | Spettacolare         | Alfa                 | 11º posto         | 1,8%              | 15º posto         | 15º posto          | 29º posto         | 25º posto           |
| 3                | Bnkr44             | Governo punk         | Fred De Palma        | 14º posto         | 3,4%              | 11º posto         | 13º posto          | 27º posto         | 28º posto           |
| 4                | Santi Francesi     | L'amore in bocca     | Clara                | 10º posto         | 2,7%              | 13º posto         | 12º posto          | 24º posto         | 23º posto           |
| 5                | Mr. Rain           | Due altalene         | Il Volo              | 8º posto          | 8,7%              | 5º posto          | 5º posto           | 11º posto         | 17º posto           |
| 6                | Rose Villain       | Click boom!          | Gazzelle             | 9º posto          | 4,7%              | 9º posto          | 8º posto           | 18º posto         | 20º posto           |
| 7                | Alessandra Amoroso | Fino a qui           | Dargen D'Amico       | 6º posto          | 12,6%             | 4º posto          | 3º posto           | 6º posto          | 7º posto            |
| 8                | Ricchi e Poveri    | Ma non tutta la vita | BigMama              | 7º posto          | 2,7%              | 12º posto         | 11º posto          | 22º posto         | 19º posto           |
| 9                | Angelina Mango     | La noia              | Irama                | 1º posto          | 15,5%             | 1º posto          | 1º posto           | 2º posto          | 2º posto            |
| 10               | Diodato            | Ti muovi             | The Kolors           | 2º posto          | 5,2%              | 7º posto          | 6º posto           | 14º posto         | 9º posto            |
| 11               | Ghali              | Casa mia             | Mahmood              | 4º posto          | 13,2%             | 2º posto          | 2º posto           | 4º posto          | 4º posto            |
| 12               | Negramaro          | Ricominciamo tutto   | Emma                 | 3º posto          | 3,6%              | 10º posto         | 9º posto           | 16º posto         | 16º posto           |
| 13               | Fiorella Mannoia   | Mariposa             | Annalisa             | 5º posto          | 5,0%              | 8º posto          | 7º posto           | 15º posto         | 12º posto           |
| 14               | Sangiovanni        | Finiscimi            | Renga Nek            | 12º posto         | 2,2%              | 14º posto         | 14º posto          | 28º posto         | 29º posto           |
| 15               | La Sad             | Autodistruttivo      | Geolier              | 15º posto         | 5,6%              | 6º posto          | 10º posto          | 21º posto         | 27º posto           |

Co-conduttrice
- Teresa Mannino

Ospiti
- Coro della Fondazione dell'Arena di Verona[34] - Va, pensiero
- Massimo Giletti[35] (dalla platea) - presentazione della serata-evento La Tv fa 70
- Eros Ramazzotti[36] - Terra promessa
- Fiorello con Fabrizio Biggio[19] (in collegamento dall'Aristonello di Viva Rai2!)
- Paolo Jannacci e Stefano Massini[37][38] - L'uomo nel lampo
- Paola & Chiara[21] - Furore (in collegamento dal Suzuki Stage di Piazza Colombo)
- Sabrina Ferilli[39] - presentazione della fiction Gloria
- Gianni Morandi[39] - C'era un ragazzo che come me amava i Beatles e i Rolling Stones e Apri tutte le porte
- Jovanotti - (in collegamento da casa)
- Russell Crowe con Marcia Hines[40] - Let the Light Shine
- Bresh[22] - Guasto d'amore (in collegamento dalla Costa Smeralda)
- Edoardo Leo[39] - presentazione della fiction Il clandestino

### Quarta serata
Durante la quarta serata, dedicata alle cover, i 30 artisti si sono esibiti con un pezzo da loro scelto, sia italiano che internazionale. Le esibizioni sono state votate dalla giuria della sala stampa, TV e web (33%), dalla giuria della radio (33%) e dal pubblico a casa tramite televoto (34%). Come l'anno precedente, durante la serata tutti gli artisti solisti hanno dovuto necessariamente farsi accompagnare da ospiti italiani o stranieri. Al termine delle votazioni è stata stilata una classifica provvisoria dei 30 artisti in gara che è stata sommata a quella delle serate precedenti, di cui sono state annunciate le prime cinque posizioni. I vincitori sono stati Geolier, Guè, Luchè e Gigi D'Alessio.
-      Vincitore
-      Secondo classificato
-      Terzo classificato
-      Quarto classificato
-      Quinto classificato

| Ordine di uscita | Artista            | Ospite/i                                                          | Brano (Artista originale - Anno)                                                             | Voti quarta serata | Voti quarta serata | Voti quarta serata | Voti quarta serata | Voti quarta serata | Classifica generale |
| Ordine di uscita | Artista            | Ospite/i                                                          | Brano (Artista originale - Anno)                                                             | Sala stampa (33%)  | Radio (33%)        | Televoto (34%)     | Televoto (34%)     | Media della serata | Posizione           |
| Ordine di uscita | Artista            | Ospite/i                                                          | Brano (Artista originale - Anno)                                                             | Sala stampa (33%)  | Radio (33%)        | %                  | Posizione          | Media della serata | Posizione           |
| ---------------- | ------------------ | ----------------------------------------------------------------- | -------------------------------------------------------------------------------------------- | ------------------ | ------------------ | ------------------ | ------------------ | ------------------ | ------------------- |
| 1                | Sangiovanni        | Aitana                                                            | Farfalle (Sangiovanni - 2022) / Mariposas (Sangiovanni e Aitana - 2022)                      | 30º posto          | 28º posto          | 0,8%               | 19º posto          | 30º posto          | 30º posto           |
| 2                | Annalisa           | La Rappresentante di Lista e il coro Artemia                      | Sweet Dreams (Are Made of This) (Eurythmics - 1983)                                          | 2º posto           | 2º posto           | 5,4%               | 4º posto           | 3º posto           | 3º posto            |
| 3                | Rose Villain       | Gianna Nannini                                                    | Medley Gianna Nannini (Medley)                                                               | 27º posto          | 27º posto          | 0,6%               | 25º posto          | 27º posto          | 23º posto           |
| 4                | Gazzelle           | Fulminacci                                                        | Notte prima degli esami (Antonello Venditti - 1984)                                          | 15º posto          | 19º posto          | 2,0%               | 11º posto          | 11º posto          | 13º posto           |
| 5                | The Kolors         | Umberto Tozzi                                                     | Medley Umberto Tozzi (Medley)                                                                | 9º posto           | 7º posto           | 1,1%               | 17º posto          | 12º posto          | 15º posto           |
| 6                | Alfa               | Roberto Vecchioni                                                 | Sogna ragazzo sogna (Roberto Vecchioni - 1999)                                               | 4º posto           | 3º posto           | 4,7%               | 6º posto           | 5º posto           | 10º posto           |
| 7                | Bnkr44             | Pino D'Angiò                                                      | Ma quale idea (Pino D'Angiò - 1980)                                                          | 24º posto          | 24º posto          | 0,9%               | 18º posto          | 23º posto          | 27º posto           |
| 8                | Irama              | Riccardo Cocciante                                                | Quando finisce un amore (Riccardo Cocciante - 1974)                                          | 10º posto          | 8º posto           | 5,0%               | 5º posto           | 6º posto           | 5º posto            |
| 9                | Fiorella Mannoia   | Francesco Gabbani                                                 | Che sia benedetta (Fiorella Mannoia - 2017) / Occidentali's Karma (Francesco Gabbani - 2017) | 8º posto           | 16º posto          | 1,4%               | 14º posto          | 13º posto          | 14º posto           |
| 10               | Santi Francesi     | Skin                                                              | Hallelujah (Leonard Cohen - 1984)                                                            | 3º posto           | 5º posto           | 2,4%               | 8º posto           | 8º posto           | 17º posto           |
| 11               | Ricchi e Poveri    | Paola & Chiara                                                    | Sarà perché ti amo (Ricchi e Poveri - 1981) / Mamma Maria (Ricchi e Poveri - 1982)           | 11º posto          | 11º posto          | 0,8%               | 20º posto          | 17º posto          | 20º posto           |
| 12               | Ghali              | Ratchopper                                                        | Italiano vero (Medley)                                                                       | 7º posto           | 12º posto          | 5,6%               | 3º posto           | 4º posto           | 4º posto            |
| 13               | Clara              | Ivana Spagna e il Coro di voci bianche del Teatro Regio di Torino | Il cerchio della vita (Ivana Spagna - 1995)                                                  | 17º posto          | 21º posto          | 0,7%               | 22º posto          | 22º posto          | 24º posto           |
| 14               | Loredana Bertè     | Venerus                                                           | Ragazzo mio (Luigi Tenco - 1964)                                                             | 13º posto          | 22º posto          | 1,2%               | 15º posto          | 18º posto          | 8º posto            |
| 15               | Geolier            | Guè, Luchè e Gigi D'Alessio                                       | Strade (Medley)                                                                              | 28º posto          | 26º posto          | 43,3%              | 1º posto           | 1º posto           | 1º posto            |
| 16               | Angelina Mango     | Quartetto d'archi dell'Orchestra di Roma                          | La rondine (Mango - 2002)                                                                    | 1º posto           | 1º posto           | 8,4%               | 2º posto           | 2º posto           | 2º posto            |
| 17               | Alessandra Amoroso | Boomdabash                                                        | Medley                                                                                       | 18º posto          | 18º posto          | 2,3%               | 9º posto           | 10º posto          | 7º posto            |
| 18               | Dargen D'Amico     | BabelNova Orchestra                                               | Omaggio a Ennio Morricone                                                                    | 25º posto          | 29º posto          | 0,4%               | 28º posto          | 29º posto          | 21º posto           |
| 19               | Mahmood            | Tenores di Bitti                                                  | Come è profondo il mare (Lucio Dalla - 1977)                                                 | 6º posto           | 4º posto           | 3,4%               | 7º posto           | 7º posto           | 6º posto            |
| 20               | Mr. Rain           | Gemelli DiVersi e la nazionale di ginnastica ritmica dell'Italia  | Mary (Gemelli DiVersi - 2003) / Supereroi (Mr. Rain - 2023)                                  | 20º posto          | 13º posto          | 1,4%               | 13º posto          | 15º posto          | 18º posto           |
| 21               | Negramaro          | Malika Ayane                                                      | La canzone del sole (Lucio Battisti - 1971)                                                  | 16º posto          | 10º posto          | 0,5%               | 26º posto          | 21º posto          | 19º posto           |
| 22               | Emma               | Bresh                                                             | Medley Tiziano Ferro (Medley)                                                                | 22º posto          | 14º posto          | 1,1%               | 16º posto          | 19º posto          | 12º posto           |
| 23               | Il Volo            | Stef Burns                                                        | Who Wants to Live Forever (Queen - 1986)                                                     | 12º posto          | 9º posto           | 1,7%               | 12º posto          | 9º posto           | 11º posto           |
| 24               | Diodato            | Jack Savoretti e Filippo Timi                                     | Amore che vieni, amore che vai (Fabrizio De André - 1966)                                    | 5º posto           | 6º posto           | 0,7%               | 23º posto          | 14º posto          | 9º posto            |
| 25               | La Sad             | Donatella Rettore                                                 | Lamette (Donatella Rettore - 1982)                                                           | 29º posto          | 30º posto          | 0,7%               | 21º posto          | 28º posto          | 28º posto           |
| 26               | Il Tre             | Fabrizio Moro                                                     | Medley Fabrizio Moro (Medley)                                                                | 26º posto          | 25º posto          | 2,2%               | 10º posto          | 16º posto          | 16º posto           |
| 27               | BigMama            | Gaia, La Niña e Sissi                                             | Lady Marmalade (Christina Aguilera, Lil' Kim, Mýa e Pink - 2001)                             | 14º posto          | 15º posto          | 0,6%               | 24º posto          | 20º posto          | 22º posto           |
| 28               | Maninni            | Ermal Meta                                                        | Non mi avete fatto niente (Ermal Meta e Fabrizio Moro - 2018)                                | 21º posto          | 20º posto          | 0,2%               | 29º posto          | 25º posto          | 25º posto           |
| 29               | Fred De Palma      | Eiffel 65                                                         | Medley Eiffel 65 (Medley)                                                                    | 23º posto          | 23º posto          | 0,2%               | 30º posto          | 26º posto          | 29º posto           |
| 30               | Renga Nek          | –                                                                 | Medley Renga Nek (Medley)                                                                    | 19º posto          | 17º posto          | 0,4%               | 27º posto          | 24º posto          | 26º posto           |

Co-conduttrice
- Lorella Cuccarini - medley Io ballerò/Tutto matto/Noi stiamo insieme/La notte vola/Sugar Sugar

Ospiti
- Fiorello[44]
- Alberto II di Monaco[45] (dal palchetto d'onore)
- Unità cinofila delle forze dell'ordine[44]
- Matilda De Angelis[44] (dalla platea)
- Arisa[21] - La notte (in collegamento dal Suzuki Stage di Piazza Colombo)
- Francesco Bagnaia[44]
- Peppe Vessicchio[44] (in collegamento dall'Aristonello di Viva Rai2!)
- Margherita Buy e Elena Sofia Ricci[44] - presentazione del film Volare
- Gigi D'Agostino[22] - L'amour toujours (I'll Fly with You), Words of love, Ultra Symphony, In My Mind, Another way, Bla Bla Bla, Glitter e Rectangle (in collegamento dalla Costa Smeralda)
- Carolina Kostner[44] (dalla platea)
- Riccardo De Rinaldis e Amedeo Gullà[44] (dalla platea) - presentazione della miniserie Mameli - Il ragazzo che sognò l'Italia
- Jalisse[44] - Fiumi di parole

### Quinta serata - Finale
Nel corso della serata finale si sono esibiti nuovamente i 30 artisti, ciascuno con il rispettivo brano in gara, votati dal pubblico a casa tramite televoto. All'inizio della serata è stata svelata la prima classifica generale, determinata dalla media di tutti i voti ottenuti nel corso delle precedenti quattro serate, mentre al termine delle votazioni è stata stilata la classifica finale, determinata dalla media tra le percentuali della serata finale e quelle delle serate precedenti, che ha stabilito la classifica definitiva dalla trentesima alla sesta posizione.
Dopo l'azzeramento dei voti precedenti per i primi cinque classificati, è stata effettuata una nuova votazione da parte dalla Giuria della sala stampa (33%), dalla Giuria delle radio (33%) e dal pubblico a casa tramite televoto (34%). La somma dei voti di tutte le tre componenti ha infine decretato la canzone vincitrice del Festival.
     Ammesso alla finale a cinque
| Ordine di uscita | Artista            | Brano                  | Voti quinta serata | Voti quinta serata | Media totale |
| Ordine di uscita | Artista            | Brano                  | Televoto           | Posizione          | Media totale |
| ---------------- | ------------------ | ---------------------- | ------------------ | ------------------ | ------------ |
| 1                | Renga Nek          | Pazzo di te            | 0,7%               | 18º posto          | 25º posto    |
| 2                | BigMama            | La rabbia non ti basta | 0,5%               | 20º posto          | 22º posto    |
| 3                | Gazzelle           | Tutto qui              | 1,3%               | 11º posto          | 11º posto    |
| 4                | Dargen D'Amico     | Onda alta              | 0,9%               | 13º posto          | 20º posto    |
| 5                | Il Volo            | Capolavoro             | 2,6%               | 8º posto           | 8º posto     |
| 6                | Loredana Bertè     | Pazza                  | 3,2%               | 7º posto           | 7º posto     |
| 7                | Negramaro          | Ricominciamo tutto     | 0,6%               | 19º posto          | 19º posto    |
| 8                | Mahmood            | Tuta gold              | 4,9%               | 5º posto           | 6º posto     |
| 9                | Santi Francesi     | L'amore in bocca       | 0,5%               | 21º posto          | 18º posto    |
| 10               | Diodato            | Ti muovi               | 0,7%               | 17º posto          | 13º posto    |
| 11               | Fiorella Mannoia   | Mariposa               | 0,7%               | 16º posto          | 15º posto    |
| 12               | Alessandra Amoroso | Fino a qui             | 1,3%               | 10º posto          | 9º posto     |
| 13               | Alfa               | Vai!                   | 1,1%               | 12º posto          | 10º posto    |
| 14               | Irama              | Tu no                  | 4,6%               | 6º posto           | 5º posto     |
| 15               | Ghali              | Casa mia               | 5,8%               | 4º posto           | 4º posto     |
| 16               | Annalisa           | Sinceramente           | 6,0%               | 3º posto           | 3º posto     |
| 17               | Angelina Mango     | La noia                | 14,2%              | 2º posto           | 2º posto     |
| 18               | Geolier            | I p' me, tu p' te      | 44,8%              | 1º posto           | 1º posto     |
| 19               | Emma               | Apnea                  | 0,8%               | 14º posto          | 14º posto    |
| 20               | Il Tre             | Fragili                | 1,6%               | 9º posto           | 12º posto    |
| 21               | Ricchi e Poveri    | Ma non tutta la vita   | 0,3%               | 24º posto          | 21º posto    |
| 22               | The Kolors         | Un ragazzo una ragazza | 0,4%               | 22º posto          | 16º posto    |
| 23               | Maninni            | Spettacolare           | 0,1%               | 29º posto          | 26º posto    |
| 24               | La Sad             | Autodistruttivo        | 0,4%               | 23º posto          | 27º posto    |
| 25               | Mr. Rain           | Due altalene           | 0,7%               | 15º posto          | 17º posto    |
| 26               | Fred De Palma      | Il cielo non ci vuole  | 0,1%               | 30º posto          | 30º posto    |
| 27               | Sangiovanni        | Finiscimi              | 0,3%               | 26º posto          | 29º posto    |
| 28               | Clara              | Diamanti grezzi        | 0,3%               | 25º posto          | 24º posto    |
| 29               | Bnkr44             | Governo punk           | 0,2%               | 28º posto          | 28º posto    |
| 30               | Rose Villain       | Click boom!            | 0,3%               | 27º posto          | 23º posto    |

Finale a cinque
- Vincitore
- Secondo classificato
- Terzo classificato
- Quarto classificato
- Quinto classificato

| Ordine di uscita | Artista        | Brano             | Voti finale a cinque | Voti finale a cinque | Voti finale a cinque | Voti finale a cinque | Totale | Posizione |
| Ordine di uscita | Artista        | Brano             | Radio (33%)          | Sala stampa (33%)    | Televoto (34%)       | Televoto (34%)       | Totale | Posizione |
| Ordine di uscita | Artista        | Brano             | Radio (33%)          | Sala stampa (33%)    | %                    | Posizione            | Totale | Posizione |
| ---------------- | -------------- | ----------------- | -------------------- | -------------------- | -------------------- | -------------------- | ------ | --------- |
| 1                | Irama          | Tu no             | 4º posto             | 5º posto             | 7,5%                 | 5º posto             | 6,9%   | 5º posto  |
| 2                | Ghali          | Casa mia          | 3º posto             | 3º posto             | 8,3%                 | 3º posto             | 10,5%  | 4º posto  |
| 3                | Angelina Mango | La noia           | 1º posto             | 1º posto             | 16,1%                | 2º posto             | 40,3%  | 1º posto  |
| 4                | Geolier        | I p' me, tu p' te | 5º posto             | 4º posto             | 60,0%                | 1º posto             | 25,2%  | 2º posto  |
| 5                | Annalisa       | Sinceramente      | 2º posto             | 2º posto             | 8,0%                 | 4º posto             | 17,1%  | 3º posto  |

Co-conduttore
- Fiorello - Vecchio frak riarrangiata su Billie Jean con i Light Balance e Il ballo del qua qua

Ospiti
- Banda musicale dell'Esercito Italiano[47] - Il Canto degli Italiani
- Roberto Bolle[48]
- Mara Venier, Veronica Maya, Lino Banfi, Alberto Matano e Caterina Balivo (dalla platea)
- Tananai[21] - Tango (in collegamento dal Suzuki Stage di Piazza Colombo)
- Luca Argentero[47] - presentazione della terza stagione di Doc - Nelle tue mani
- Gigliola Cinquetti[36] - Non ho l'età (per amarti)
- Tedua[22] - Red Light (in collegamento dalla Costa Smeralda)
- Claudio Gioè[47] (dalla platea) - presentazione della terza stagione di Màkari
- Pippo Balistreri[49] - ritiro del Premio "Città di Sanremo" alla carriera
- Lazza[47] - 100 messaggi

## Orchestra
L'orchestra è stata diretta dal maestro Leonardo De Amicis.
I componenti dell'orchestra sono stati:
Sezione archi:
- Orchestra Sinfonica di Sanremo

Sezione ritmica:
- Chitarre: Ruggero Brunetti, Adriano Martino Pratesi, Elvezio Fortunato
- Basso: Pierpaolo Ranieri
- Batteria: Cristiano Micalizzi
- Pianoforte: Jacopo Carlini
- Tastiere: Luciano Zanoni, Valentina Ciccaglioni, Valerio Calisse
- Percussioni latine: Claudio Borrelli
- Percussioni sinfoniche: Tarcisio Molinaro

Sezione fiati:
- Trombe: Fernando Brusco, Sergio Vitale
- Tromboni: Luca Giustozzi, Enzo De Rosa
- Sassofoni: Luca Sbardella, Francesco Santucci

Coristi:
- Valentina Ducros, Naomi Rivieccio, Cristiana Polegri, Alessandra Puglisi, Luca Velletri, Roberto Tiranti.

Le canzoni dei cantanti in gara sono state dirette da: 
- Simone Bertolotti per La Sad
- Daniel Bestonzo per Annalisa e i Santi Francesi
- Enrico Brun per Maninni
- Enzo Campagnoli per Dargen D'Amico
- Valeriano Chiaravalle per Alfa, Clara, Fred De Palma e The Kolors
- Luca Chiaravalli per Loredana Bertè e Renga Nek
- Alberto Cipolla per BigMama ed Emma
- Francesco D'Alessio per Geolier
- Rodrigo D'Erasmo per Diodato
- Clemente Ferrari per Fiorella Mannoia
- Lucio Fabbri per i Ricchi e Poveri
- Francesco Mancarella per Alessandra Amoroso
- Enrico Melozzi per Bnkr44, Gazzelle, Ghali e Mr. Rain
- Giulio Nenna per Irama
- Giovanni Pallotti per Angelina Mango
- Carmelo Patti per Il Tre, Il Volo e Mahmood
- Davide Rossi per i Negramaro, Rose Villain e Sangiovanni

## Scenografia
La scenografia è stata curata per la ventiduesima volta da Gaetano Castelli, la quinta consecutiva — nonché la decima in totale — insieme alla figlia Maria Chiara. La scenografia di quest'edizione è caratterizzata ancora da forme curve, questa volta ispirate a un'orchidea, come dichiarato dagli scenografi. L'impianto scenico si estende fino in platea con un elemento sospeso formato da specchi al di sopra di essa, così come anche il resto della scenografia è caratterizzato da materiali semitrasparenti con effetto a specchio.
Rispetto alle precedenti edizioni, la novità più evidente è l'assenza di una scalinata centrale, in favore di due scalinate laterali — utilizzate da artisti e ospiti — mentre nella parte centrale si trovano due strutture meccaniche, una superiore che cela una serie di LED dinamici – impiegati durante le esibizioni dei cantanti e degli ospiti – e una inferiore che ha fatto da ingresso sul palco per il conduttore e i co-conduttori.
L'orchestra, come da tradizione, è stata mantenuta nel golfo mistico appena sotto il palco, così come il tradizionale sipario sul quale all'occorrenza sono proiettate immagini. Altro cambiamento piuttosto evidente rispetto alle altre quattro edizioni precedenti è la scalinata al centro dell'orchestra che non forma più una lunga pedana ma solo delle semplici scale.

## PrimaFestival
Come per le precedenti edizioni, anche nel 2024 la trasmissione dell'evento è stata preceduta dalla finestra del PrimaFestival, incentrata su indiscrezioni sulle canzoni in gara, sugli artisti e sugli ospiti del Festival. La trasmissione è andata in onda dal 3 al 10 febbraio 2024 con la conduzione di Paola & Chiara, e con Daniele Cabras e Mattia Stanga e brevi interventi comici di Giorgia Fumo.

## Viva Rai2!...Viva Sanremo!
Anche nel 2024, subito dopo la serata appena conclusa, è andata in onda su Rai 1 Viva Rai2!...Viva Sanremo!, versione speciale del programma mattutino di Rai 2. La trasmissione è andata in onda dal 6 al 9 febbraio per quattro puntate, con la conduzione di Fiorello e Fabrizio Biggio — già presente nella versione classica del programma — con la partecipazione straordinaria di Alessia Marcuzzi. A differenza della precedente edizione, la trasmissione è andata in onda da Sanremo, precisamente dallo studio trasparente posto di fronte all'ingresso del teatro Ariston e ribattezzato per l'occasione Aristonello.

## Sanremo Live LIS
Per la quinta edizione è stata messa in onda una versione dedicata alle persone con disabilità uditive su RaiPlay dei performer e degli interpreti in lingua dei segni italiana.

## Conferenze stampa
Le conferenze stampa si sono svolte ogni mattina dal 5 al 12 febbraio dalla sala Roof del teatro Ariston e sono state trasmesse in diretta su RaiPlay.

## Premi
- Vincitrice 74º Festival di Sanremo: Angelina Mango con La noia
- Podio - secondo classificato 74º Festival di Sanremo: Geolier con I p' me, tu p' te
- Podio - terza classificata 74º Festival di Sanremo: Annalisa con Sinceramente
- Podio - quarto classificato 74º Festival di Sanremo: Ghali con Casa mia
- Podio - quinto classificato 74º Festival di Sanremo: Irama con Tu no
- Rappresentante designata dell'Italia all'Eurovision Song Contest 2024: Angelina Mango con La noia
- Premio della Critica "Mia Martini": Loredana Bertè con Pazza[56]
- Premio della Sala Stampa Radio-TV-Web "Lucio Dalla": Angelina Mango con La noia[57]
- Premio "Sergio Bardotti" per il miglior testo: Fiorella Mannoia con Mariposa
- Premio "Giancarlo Bigazzi" alla miglior composizione musicale: Angelina Mango con La noia
- Premio "Enzo Jannacci" NuovoIMAIE alla migliore interpretazione: Clara con Diamanti grezzi[58]
- Premio Lunezia per il valore musical-letterario: Negramaro con Ricominciamo tutto[59]
- Premio Miglior cover: Geolier (e Guè, Luchè e Gigi D'Alessio) con il medley Brivido / O' primmo ammore / Chiagne
- Premio "CoReCom" per il miglior testo su tematiche sociali: Maninni con Spettacolare
- Premio Assomusica: Alfa con Vai![60]

### Altri premi
- Premio alla carriera "Città di Sanremo": Gaetano Castelli[61] e Pippo Balestreri[49]

## Controversie
Durante l'inizio del Festival si sospettava una esplosione di una bomba a Villa Nobel.
Durante la seconda serata l'ospite John Travolta è protagonista di una gag insieme a Fiorello e Amadeus, che lo rendono partecipe a ballare sulle note del ballo del qua qua. Tuttavia l'attore americano in seguito non firma alcuna liberatoria per rimandare in onda tale momento.
All'indomani della vittoria di Geolier nella serata cover, il rapper è stato accolto da fischi sia da parte del pubblico in sala che dai componenti della sala stampa, oltre a commenti negativi sui social network. Anche durante la classifica completa dell'inizio della serata finale è stato fortemente fischiato.
Le polemiche sono proseguite anche nella serata conclusiva della manifestazione a causa dell'alto numero raggiunto con il televoto; lo stesso sistema fu inoltre bloccato temporaneamente per diverso tempo a seguito dei continui voti verso il rapper, causando un intasamento del sistema e mettendo in dubbio l'effettiva seconda posizione da lui acquisita nella classifica finale. Ciò ha spinto la questura di Napoli ad aprire un esposto per valutare l'effettiva alterazione del televoto.
Durante lo speciale Sanremo Domenica in condotto da Mara Venier arrivano comunicati dalla Rai sulle polemiche di Ghali e Dargen D'Amico.

## Ascolti
| Serata             | Messa in onda      | I parte        | I parte | II parte       | II parte | Media ponderata | Media ponderata | Fonte  |
| Serata             | Messa in onda      | Telespettatori | Share   | Telespettatori | Share    | Telespettatori  | Share           | Fonte  |
| ------------------ | ------------------ | -------------- | ------- | -------------- | -------- | --------------- | --------------- | ------ |
| I                  | 6 febbraio 2024    | 15 075 000     | 64,34%  | 6 527 000      | 66,85%   | 10 561 000      | 65,10%          | [ 71 ] |
| II                 | 7 febbraio 2024    | 13 434 000     | 57,64%  | 6 899 000      | 66,20%   | 10 361 000      | 60,10%          | [ 72 ] |
| III                | 8 febbraio 2024    | 13 243 000     | 58,12%  | 6 436 000      | 65,01%   | 10 001 000      | 60,10%          | [ 73 ] |
| IV                 | 9 febbraio 2024    | 15 531 000     | 65,05%  | 8 398 000      | 73,24%   | 11 893 000      | 67,80%          | [ 74 ] |
| Finale             | 10 febbraio 2024   | 17 281 000     | 70,80%  | 11 724 000     | 78,80%   | 14 301 000      | 74,10%          | [ 75 ] |
| Media delle serate | Media delle serate | 14 913 000     | 63,19%  | 7 997 000      | 70,02%   | 11 423 000      | 65,44%          |        |

- Nota: L’ultima parte della serata finale, dalle 2:00 alle 2:42, ha totalizzato 8 465 000 spettatori, pari all'89,60% di share.[76]

## Commissione musicale
Come è già accaduto durante le edizioni precedenti, la commissione musicale si occupa della selezione dei partecipanti di Sanremo Giovani 2023. I membri di tale commissione sono:
- Amadeus
- Leonardo De Amicis
- Federica Lentini
- Massimo Martelli

## Classifiche

### Singoli
| Artista            | Singolo                | Italia | Italia (Certificazioni vendite FIMI) | Vendite  | Svizzera |
| ------------------ | ---------------------- | ------ | ------------------------------------ | -------- | -------- |
| Mahmood            | Tuta gold              | 1      | Platino (5)                          | 500 000+ | 2        |
| Geolier            | I p' me, tu p' te      | 1      | Platino (4)                          | 400 000+ | 13       |
| Annalisa           | Sinceramente           | 2      | Platino (4)                          | 400 000+ | 6        |
| Angelina Mango     | La noia                | 4      | Platino (3)                          | 300 000+ | 11       |
| Ghali              | Casa mia               | 5      | Platino (3)                          | 300 000+ | 25       |
| Rose Villain       | Click boom!            | 8      | Platino (3)                          | 300 000+ | 96       |
| Irama              | Tu no                  | 5      | Platino (2)                          | 200 000+ | 16       |
| Gazzelle           | Tutto qui              | 6      | Platino (2)                          | 200 000+ | 84       |
| The Kolors         | Un ragazzo una ragazza | 7      | Platino (2)                          | 200 000+ | 37       |
| Alfa               | Vai!                   | 9      | Platino (2)                          | 200 000+ | 72       |
| Emma               | Apnea                  | 9      | Platino (2)                          | 200 000+ | 81       |
| Ricchi e Poveri    | Ma non tutta la vita   | 11     | Platino (2)                          | 200 000+ | —        |
| Loredana Bertè     | Pazza                  | 8      | Platino                              | 100 000+ | 66       |
| Mr. Rain           | Due altalene           | 10     | Platino                              | 100 000+ | 80       |
| Dargen D'Amico     | Onda alta              | 11     | Platino                              | 100 000+ | —        |
| Clara              | Diamanti grezzi        | 12     | Platino                              | 100 000+ | —        |
| Alessandra Amoroso | Fino a qui             | 12     | Platino                              | 100 000+ | —        |
| Il Tre             | Fragili                | 15     | Platino                              | 100 000+ | —        |
| La Sad             | Autodistruttivo        | 17     | Platino                              | 100 000+ | —        |
| Bnkr44             | Governo punk           | 20     | Oro                                  | 50 000+  | —        |
| Diodato            | Ti muovi               | 20     | Oro                                  | 50 000+  | —        |
| Fiorella Mannoia   | Mariposa               | 22     | Oro                                  | 50 000+  | —        |
| Il Volo            | Capolavoro             | 23     | Oro                                  | 50 000+  | —        |
| Santi Francesi     | L'amore in bocca       | 24     | Oro                                  | 50 000+  | —        |
| BigMama            | La rabbia non ti basta | 25     | Oro                                  | 50 000+  | —        |
| Negramaro          | Ricominciamo tutto     | 26     | Oro                                  | 50 000+  | —        |
| Fred De Palma      | Il cielo non ci vuole  | 27     | Oro                                  | 50 000+  | —        |
| Sangiovanni        | Finiscimi              | 28     | Oro                                  | 50 000+  | —        |
| Renga Nek          | Pazzo di te            | 32     | —                                    | —        | —        |
| Maninni            | Spettacolare           | 33     | —                                    | —        | —        |

Tra i brani sanremesi due stabiliscono il record di stream raccolti in 24 ore in territorio italiano su Spotify: Sinceramente diviene il brano più riprodotto di un'artista donna, seguito da La noia che diviene il secondo più riprodotto. Con questo risultato, per il terzo anno consecutivo un brano di un’artista donna in gara alla kermesse diviene il più riprodotto nella piattaforma dopo O forse sei tu di Elisa (2022), primo a superare un milione di riproduzioni, e Il bene nel male di Madame (2023).

### Album
| Artista            | Album                                                  | Italia | Italia (Certificazioni vendite FIMI) | Vendite  |
| ------------------ | ------------------------------------------------------ | ------ | ------------------------------------ | -------- |
| Geolier            | Dio lo sa                                              | 1      | Platino (5)                          | 250 000+ |
| Annalisa           | E poi siamo finiti nel vortice                         | 1      | Platino (3)                          | 150 000+ |
| Mahmood            | Nei letti degli altri                                  | 1      | Platino (2)                          | 100 000+ |
| Alfa               | Non so chi ha creato il mondo ma so che era innamorato | 1      | Platino                              | 75 000+  |
| Angelina Mango     | Poké melodrama                                         | 1      | Platino                              | 50 000+  |
| Emma               | Souvenir                                               | 1      | Platino                              | 50 000+  |
| AA.VV.             | Sanremo 2024                                           | 1      | Oro                                  | 25 000+  |
| Il Tre             | Invisibili                                             | 1      | Oro                                  | 25 000+  |
| Alessandra Amoroso | Io non sarei                                           | 1      | —                                    | —        |
| Mr. Rain           | Pianeta di Miller                                      | 2      | Oro                                  | 25 000+  |
| Rose Villain       | Radio Sakura                                           | 3      | Platino (2)                          | 100 000+ |
| La Sad             | Odio La Sad                                            | 3      | —                                    | —        |
| Il Volo            | Ad Astra                                               | 5      | —                                    | —        |
| Clara              | Primo                                                  | 6      | Oro                                  | 25 000+  |
| Loredana Bertè     | Ribelle                                                | 8      | Oro                                  | 25 000+  |
| Negramaro          | Free Love                                              | 8      | —                                    | —        |
| Dargen D'Amico     | Ciao America                                           | 9      | —                                    | —        |
| Renga Nek          | RengaNek                                               | 11     | —                                    | —        |
| Bnkr44             | Tocca il cielo                                         | 14     | —                                    | —        |
| Fiorella Mannoia   | Disobbedire                                            | 16     | —                                    | —        |
| BigMama            | Sangue                                                 | 22     | —                                    | —        |
| Maninni            | Spettacolare                                           | 75     | —                                    | —        |
| Diodato            | Ho acceso un fuoco                                     | —      | —                                    | —        |

## Trasmissione dell'evento
| Area                     | Rete              |
| ------------------------ | ----------------- |
| Italia                   | Rai 1             |
| Italia                   | Rai 4K            |
| Italia                   | Rai Radio 2       |
| Italia                   | RaiPlay           |
| Italia                   | RaiPlay Sound     |
| Italia (resto del mondo) | Rai Italia        |
| Italia (resto del mondo) | RaiPlay           |
| Italia (resto del mondo) | RaiPlay Sound     |
| Unione europea           | Eurovisione       |
| Albania                  | RTSH 2            |
| Albania                  | RTSH 1            |
| Canada                   | Ici Tv Quebec     |
| Canada                   | Rogers            |
| Moldavia                 | Moldova 1         |
| Montenegro               | TVCG 2            |
| Regno Unito              | Glitterbeam Radio |
| Romania                  | TVR1              |
| Spagna                   | RTVE Play         |
| Ucraina                  | UA:PBC            |